# Barney Graham

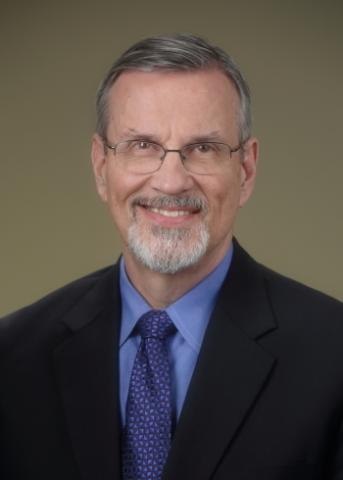
Barney Graham 2020

Barney Scott Graham ist ein US-amerikanischer Immunologe und Virologe am National Institute of Allergy and Infectious Diseases (NIAID). Er ist vor allem für seine Beiträge zur raschen Entwicklung des mRNA-Impfstoffs des Unternehmens Moderna (MRNA-1273, Spikevax) gegen das Spike-Protein des SARS-CoV-2 bekannt.

## Leben und Wirken
Barney Graham hat einen Studienabschluss der Rice University (1975), einen M.D. als Abschluss des Medizinstudiums der University of Kansas (1979) und einen Ph.D. der Vanderbilt University (1991). An der Vanderbilt University hatte er eine Professur für Innere Medizin inne. Im Jahre 2000 wechselte er an das National Institute of Allergy and Infectious Diseases (NIAID), eine Einrichtung der National Institutes of Health in Bethesda, Maryland. Hier ist er stellvertretender Leiter des Programms zur Impfstoffforschung und forscht zu Impfstoffen gegen HIV, SARS-CoV, MERS-CoV, RSV und andere Viren.
Gemeinsam mit Kizzmekia Corbett konnte Graham kurz nach Veröffentlichung des Genoms des Corona-Virus – aufbauend auf jahrelangen Forschungen – Moderna die modifizierte mRNA zur Verfügung stellen, die für ein stabiles Spike-Protein codiert. Auch der Impfstoff von Biontech (Tozinameran, Comirnaty) verwendet das Spike-Protein von Graham.
Graham erhielt 2018 ein Ehrendoktorat der University of Kansas. Er wurde für seine Beiträge zur Entwicklung von mRNA-Impfstoffen 2021 gemeinsam mit Katalin Karikó und Drew Weissman mit dem Albany Medical Center Prize ausgezeichnet. Vom Time Magazine wurde er neben Katalin Karikó, Drew Weissman und Kizzmekia Corbett als Held des Jahres 2021 ausgezeichnet. Für 2022 wurden Graham der Maxwell Finland Award der National Foundation for Infectious Diseases und der John J. Carty Award der National Academy of Sciences zugesprochen, die ihn im selben Jahr zum Mitglied wählte. Für 2024 wurde ihm der Park MahnHoon Award zugesprochen. 2025 wurde Graham in die National Inventors Hall of Fame aufgenommen.
Barney Graham hat laut Google Scholar einen h-Index von 149; die Datenbank Scopus hat mindestens zwei Profile zu Barney S. Graham mit einem h-Index von 109 bzw. 49 (Stand jeweils Januar 2025).